# Svetlana Savitskaia
Svetlana Ievgenievna Savitskaia (russo:Светла́на Евге́ньевна Сави́цкая) (Moscou, 8 de agosto de 1948) é a segunda mulher a ir ao espaço, dezenove anos após sua compatriota e pioneira Valentina Tereshkova, a primeira mulher a realizar duas viagens ao espaço e a primeira mulher a realizar uma caminhada espacial.

## Biografia
Svetlana nasceu numa privilegiada família soviética. Seu pai, Yevgeni Savitsky, foi um piloto várias vezes condecorado durante a II Guerra Mundial, que após a guerra se tornou vice-comandante supremo da defesa aérea soviética. Sem conhecimento de seus pais, aos 16 anos ela começou a praticar o paraquedismo, depois de rejeitada num curso de pilotagem pela pouca idade. Quando o pai descobriu, achando uma faca de paraquedismo na sua mochila escolar, a encorajou a ir adiante. No dia do seu 17º aniversário, ela já tinha acumulado 450 saltos. No ano seguinte, conseguiu dois recordes com saltos desde a estratosfera, saltando de 14 250 m e de 13 800 m. Em 1966, após concluir o ensino secundário, passou a cursar o Instituto Federal de Aviação de Moscou, onde começou a ter aulas de voo.
Em 1971, graduou-se como instrutora de voo e no ano seguinte formou-se no IFAM e iniciou treinamento como piloto de testes na Escola de Aviação Mikhail Gromov em Zhukovsky, completando o curso em 1976. Entre 1978 e 1981, trabalhou para a fábrica de aviões Yakovlev como piloto de testes. Desde 1969 fazendo parte da equipe soviética de acrobacias aéreas, em 1970, pilotando um  Yakovlev Yak-18, ela se tornou campeã mundial de aeroacrobacia em Hullavington, na Inglaterra, onde a imprensa britânica a chamou de "Miss Sensação".

### Cosmonauta
Em 1979 Svetlana participou da seleção da Roskosmos para a criação do segundo grupo de cosmonautas femininas soviéticas, o primeiro desde o início dos anos 60, que levou Valentina Tereschkova ao espaço em 1963. Em junho de 1980 foi oficialmente incorporada ao corpo de cosmonautas da União Soviética.
Em dezembro de 1981 foi designada para o voo da nave Soyuz T-7, um missão de curta duração à estação espacial Salyut-7, cuja tripulação deveria ser substituída. Foi lançada do Cosmódromo de Baikonur em 19 de agosto de 1982, tornando-se a segunda mulher no espaço desde sua compatriota Tereschkova dezenove anos antes. Junto com os cosmonautas Leonid Popov (comandante) e Aleksandr Serebrov, acoplaram no dia seguinte na estação, sendo recebidos pelos ocupantes Anatoli Berezovoy e Valentin Lebedev, na primeira vez na história da exploração espacial em que uma estação espacial foi ocupada por astronautas dos dois sexos. À época, o preconceito ainda existente contra mulheres como astronautas, considerada uma atividade eminentemente masculina, fez com que Svetlana fosse recebida pela tripulação da Salyut com um avental e um pedido para que fosse preparar o jantar. Um deles chegou a dizer que a presença de uma mulher na estação daria má sorte. A cabine da Soyuz T-7, enquanto acoplada, foi designada unicamente a Svetlana para que ela tivesse privacidade, os demais quatro cosmonautas ocuparam a estação. Retornou oito dias depois na Soyuz T-5 – a nave que havia levado Berezovoy e Lebedev até a Salyut – com Popov e Serebrov.

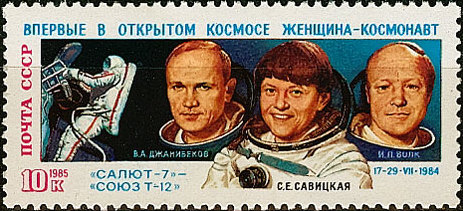
Selo comemorativo da segunda missão de Svetlana e sua caminhada espacial.

Em julho de 1984, em sua segunda estadia em órbita – primeira mulher a ir ao espaço duas vezes – Svetlana foi também a primeira mulher a conduzir Atividades extra-veiculares no espaço, permanecendo fora da estação orbital Salyut 7, numa caminhada espacial de 3 horas e 35 minutos, onde testou novas ferramentas e procedimentos para  soldagem, corte e materiais de revestimento do lado externo da estação.

### Possibilidade de terceira missão
Savitskaia chegou a ser cogitada para participar de uma terceira missão espacial, em 1985, como comandante, o que faria dela a primeira mulher a ir três vezes ao espaço. Na ocasião, ela se tornaria, também, a primeira mulher a comandar uma tripulação em voo espacial. Esta missão seria a primeira tripulada apenas por mulheres, em comemoração ao Dia Internacional da Mulher (em anos anteriores, a União Soviética já havia planejado uma missão espacial tripulada apenas por mulheres, a ser realizada em fins de 1966, na qual uma das tripulantes – Irina Soloviyova – , tornar-se-ia a primeira mulher a realizar uma atividade extraveicular; contudo, a missão terminou cancelada após a morte de Sergei Koroliov). Contudo, em fevereiro de 1985, foi perdido o contato com a estação espacial Salyut 7, de modo que uma missão de resgate teve de ser preparada e lançada, alterando todo o cronograma das missões espaciais soviéticas vindouras. Posteriormente, novas modificações de cronograma ocorreram, devido a uma inesperada troca de tripulação na Salyut, por conta de um problema de saúde do cosmonauta Vasyutin, que precisou retornar prematuramente à Terra; assim, o voo a ser tripulado apenas por mulheres, no qual estaria Savitskaia, foi definitivamente cancelado. Além disso, os fracassos de duas missões espaciais, as Soyuz T-8 e Soyuz T-10-1, para a estação espacial Mir, posteriormente diminuíram a quantidade de espaçonaves disponíveis para novos voos. Tempos depois, teria sido possível realizar a missão em uma nave Soyuz-TM, para a Mir. Porém, esta ideia não foi levada adiante, devido a uma gravidez de Savitskaia, em 1986.

## Vida posterior
Piloto de jatos e de testes, que quebrou dezessete recordes mundiais de velocidade em jatos Mig e três em paraquedismo, qualificada como piloto em vinte tipos diferentes de aeronaves, retirou-se do programa espacial em 1993, depois de dez anos trabalhando na empresa estatal construtora de foguetes Energia, com a patente de major da Força Aérea Russa.
Seus vôos espaciais lhe valeram duas condecorações como Herói da União Soviética, a maior condecoração da antiga URSS, e tem um asteroide batizado em sua homenagem, o 4118 Sveta. Foi eleita para a Duma, o parlamento soviético, em 1989 e reeleita para o parlamento russo em 1999–2003–2007, como representante do Partido Comunista da Federação Russa.